# Гаврилова, Наталья (борец)
Наталья Гаврилова (12 апреля 1982) — российская женщина-борец вольного стиля, чемпионка Европы, мастер спорта России международного класса.

## Спортивная карьера
Борьбой начала заниматься в подмосковном Чехове. Отец поддерживал её занятие борьбой, а мать была против. В июле 1998 года выиграла кадетский чемпионат мира в Манчестере. В августе 1999 года в польском Лодзе во второй раз стала чемпионкой мира среди кадетов. В июне 2000 года в Софии стала серебряным призёром юниорского чемпионата Европы. Через месяц во французском Нанте завоевала бронзовую медаль чемпионата мира среди юниоров. В апреле 2001 года в Будапеште одолев в финале француженку Лиз Легран стала чемпионкой Европы.

## Спортивные результаты
- Чемпионат мира по борьбе среди кадетов 1998 — ;
- Чемпионат мира по борьбе среди юниоров 1998 — 7;
- Чемпионат мира по борьбе среди кадетов 1999 — ;
- Чемпионат Европы по борьбе среди юниоров 2000 — ;
- Чемпионат мира по борьбе среди юниоров 2000 — ;
- Чемпионат Европы по борьбе 2001 — ;
- Чемпионат мира по борьбе среди юниоров 2001 — 5;